# 42. ceremonia wręczenia nagród David di Donatello
42. ceremonia wręczenia włoskich nagród filmowych David di Donatello odbyła się 20 kwietnia 1997 roku w Teatro delle Vittorie w Rzymie.

## Laureaci i nominowani
Laureaci nagród wyróżnieni są wytłuszczeniem.

### Najlepszy film
- Rozejm (tytuł oryg. Rozejm (tytuł oryg. La tregua, reż. Francesco Rosi)
- Cyklon (tytuł oryg. Il ciclone, reż. Leonardo Pieraccioni)
- Marianna Ucrìa (reż. Roberto Faenza)
- La mia generazione (reż. Wilma Labate)
- Nirvana (reż. Gabriele Salvatores)

### Najlepszy debiutujący reżyser
- Fulvio Ottaviano - Cresceranno i carciofi a Mimongo
- Franco Bernini - Przymierze z Claudią (tytuł oryg. Le mani forti)
- Ugo Chiti - Hotel Roma (tytuł oryg. Albergo Roma)
- Roberto Cimpanelli - Un inverno freddo freddo
- Anna Di Francisca - La bruttina stagionata

### Najlepszy reżyser
- Francesco Rosi - Rozejm (tytuł oryg. La tregua)
- Roberto Faenza - Marianna Ucrìa
- Wilma Labate - La mia generazione
- Gabriele Salvatores - Nirvana
- Maurizio Zaccaro - Il carniere

### Najlepszy scenariusz
- Fabio Carpi - Homer: portret artysty w podeszłym wieku (tytuł oryg. Nel profondo paese straniero)
- Marco Bechis, Umberto Cantarello, Lara Fremder, Gigi Riva i Maurizio Zaccaro - Il carniere
- Pino Cacucci, Gloria Corica i Gabriele Salvatores - Nirvana
- Sandro Petraglia, Francesco Rosi i Stefano Rulli - Rozejm (tytuł oryg. La tregua)
- Leonardo Pieraccioni i Giovanni Veronesi - Cyklon (tytuł oryg. Il ciclone)

### Najlepszy producent
- Leo Pescarolo i Guido de Laurentiis - Rozejm (tytuł oryg. La tregua)
- Vittorio Cecchi Gori, Rita Cecchi Gori i Maurizio Totti - Nirvana
- Giovanni Di Clemente - Il carniere
- Laurentina Guidotti i Francesco Ranieri Martinotti - Cresceranno i carciofi a Mimongo
- Pietro Valsecchi - Naoczny świadek (tytuł oryg. Testimone a rischio)

### Najlepsza aktorka
- Asia Argento - Towarzyszka podróży (tytuł oryg. Compagna di viaggio)
- Margherita Buy - Naoczny świadek (tytuł oryg. Testimone a rischio)
- Iaia Forte - Luna e l'altra
- Claudia Gerini - Ubóstwiam Iris Blond (tytuł oryg. Sono pazzo di Iris Blond)
- Monica Guerritore - Wilczyca (tytuł oryg. La lupa)

### Najlepszy aktor
- Fabrizio Bentivoglio - Naoczny świadek (tytuł oryg. Testimone a rischio)
- Claudio Amendola - La mia generazione
- Leonardo Pieraccioni - Cyklon (tytuł oryg. Il ciclone)
- Sergio Rubini - Nirvana
- Carlo Verdone - Ubóstwiam Iris Blond (tytuł oryg. Sono pazzo di Iris Blond)

### Najlepsza aktorka drugoplanowa
- Barbara Enrichi - Cyklon (tytuł oryg. Il ciclone)
- Edi Angelillo - La bruttina stagionata
- Andrea Ferreol - Ubóstwiam Iris Blond (tytuł oryg. Sono pazzo di Iris Blond)
- Eva Grieco - Marianna Ucrìa
- Lorenza Indovina - Rozejm (tytuł oryg. La tregua)

### Najlepszy aktor drugoplanowy
- Leo Gullotta - Il carniere
- Diego Abatantuono - Nirvana
- Antonio Albanese - Vesna prze do przodu
- Claudio Amendola - Naoczny świadek (tytuł oryg. Testimone a rischio)
- Massimo Ceccherini - Cyklon (tytuł oryg. Il ciclone)

### Najlepsze zdjęcia
- Tonino Delli Colli - Marianna Ucrìa
- Pasqualino De Santis i Marco Pontecorvo - Rozejm (tytuł oryg. La tregua)
- Blasco Giurato - Il carniere
- Giuseppe Lanci - Książę Homburg (tytuł oryg. Il principe di Homburg)
- Italo Petriccione - Nirvana

### Najlepsza muzyka
- Paolo Conte - Błękitna strzała (tytuł oryg. La freccia azzurra)
- Luis Bacalov - Rozejm (tytuł oryg. La tregua)
- Carlo Crivelli - Książę Homburg (tytuł oryg. Il principe di Homburg)
- Federico De Robertis i Mauro Pagani - Nirvana
- Nicola Piovani - La mia generazione

### Najlepsza scenografia
- Danilo Donati - Marianna Ucrìa
- Giancarlo Basili - Nirvana
- Giantito Burchiellaro - Książę Homburg (tytuł oryg. Il principe di Homburg)
- Andrea Crisanti - Rozejm (tytuł oryg. La tregua)
- Gianni Sbarra - Le affinità elettive

### Najlepsze kostiumy
- Danilo Donati - Marianna Ucrìa
- Patrizia Chericoni i Florence Emir - Nirvana
- Lina Nerli Taviani - Le affinità elettive
- Francesca Sartori - Książę Homburg (tytuł oryg. Il principe di Homburg)
- Alberto Verso - Rozejm (tytuł oryg. La tregua)

### Najlepszy montaż
- Ruggero Mastroianni i Bruno Sarandrea - Rozejm (tytuł oryg. La tregua)
- Francesca Calvelli - Książę Homburg (tytuł oryg. Il principe di Homburg)
- Massimo Fiocchi - Nirvana
- Mirco Garrone - Cyklon (tytuł oryg. Il ciclone)
- Roberto Perpignani - Marianna Ucrìa

### Najlepszy dźwięk
- Tullio Morganti - Nirvana
- Maurizio Argentieri - Książę Homburg (tytuł oryg. Il principe di Homburg)
- Gaetano Carito - Un inverno freddo freddo
- Tiziano Crotti - Pianese Nunzio 14 anni a maggio
- Bruno Pupparo - La mia generazione

### Najlepszy film krótkometrażowy
- Senza parole (reż. Antonello De Leo)

### Najlepszy film zagraniczny
- Śmieszność (tytuł oryg. Ridicule, reż. Patrice Leconte

### Nagroda David scuola
- Cyklon - (tytuł oryg. Il ciclone, reż. Leonardo Pieraccioni)

### Nagroda specjalna
- Claudia Cardinale
- Marcello Mastroianni
- Academy Pictures
- Cyklon (tytuł oryg. Il ciclone) - Nagroda Publiczności